# إيف بليس
إيف بليس هو سياسي كندي، ولد في 5 يونيو 1931 في كيبك في كندا، وتوفي في 22 نوفمبر 1998. نشط حزبياً في الحزب الكيبيكي. وقد انتخب عضو الجمعية الوطنية في كيبك ‏.